# Тесів
Те́сів — село в Україні, в Рівненському районі Рівненської області. Населення становить 421 особа.

## Географія
Село Тесів розташоване в північно-східній частині Острозької міської територіальної громади Рівненського району Рівненської області на берегах невеликої річки Гнилушка, притоки ріки Горинь.
"Село розкинулося на пагорбах, розділених широкою долиною, посередині якої текла річка, що розросталась у великий став. Обидві половини села з'єднані дамбою. З-під гір вище течуть струмки, які живлять став, який ніколи не замерзає" (Slownik geograficzny Krolewstwa Polskiego i innych krajow slowianskich, Tom XII).
Відстань від села Тесів до адміністративного центру громади - міста Острога - 23 км., до районного і обласного центру - міста Рівне - 40 км.
Через село Тесів проходить автомобільна дорога районного значення Острог-Тучин та автомобільна дорога місцевого значення Хрінів-Завизів-Могиляни-Вельбівне.
Село Тесів розташоване в південно-східній частині Руського континентального плато в межах Острозької рівнини. Пагорби чергуються з долинами.
Грунти мають однорідний характер і представлені, в основному, від сірих до темно-сірих підзолистих грунтів, легкими суглинками і супісками. 
Флора села Тесів є типова для українського Полісся із змішаним лісом: дерева - дуб, береза, клен, осика, сосна, кущі - горішник, чорна і червона бузина. 
Фауна представлена бобрами, ондатрами, лисицями, білками, їжаками, різними видами болотної і водної птиці. 
Клімат помірний, літо тепле. Зими мають помірну температуру - в середньому до десяти градусів нижче нуля. 

## Історія

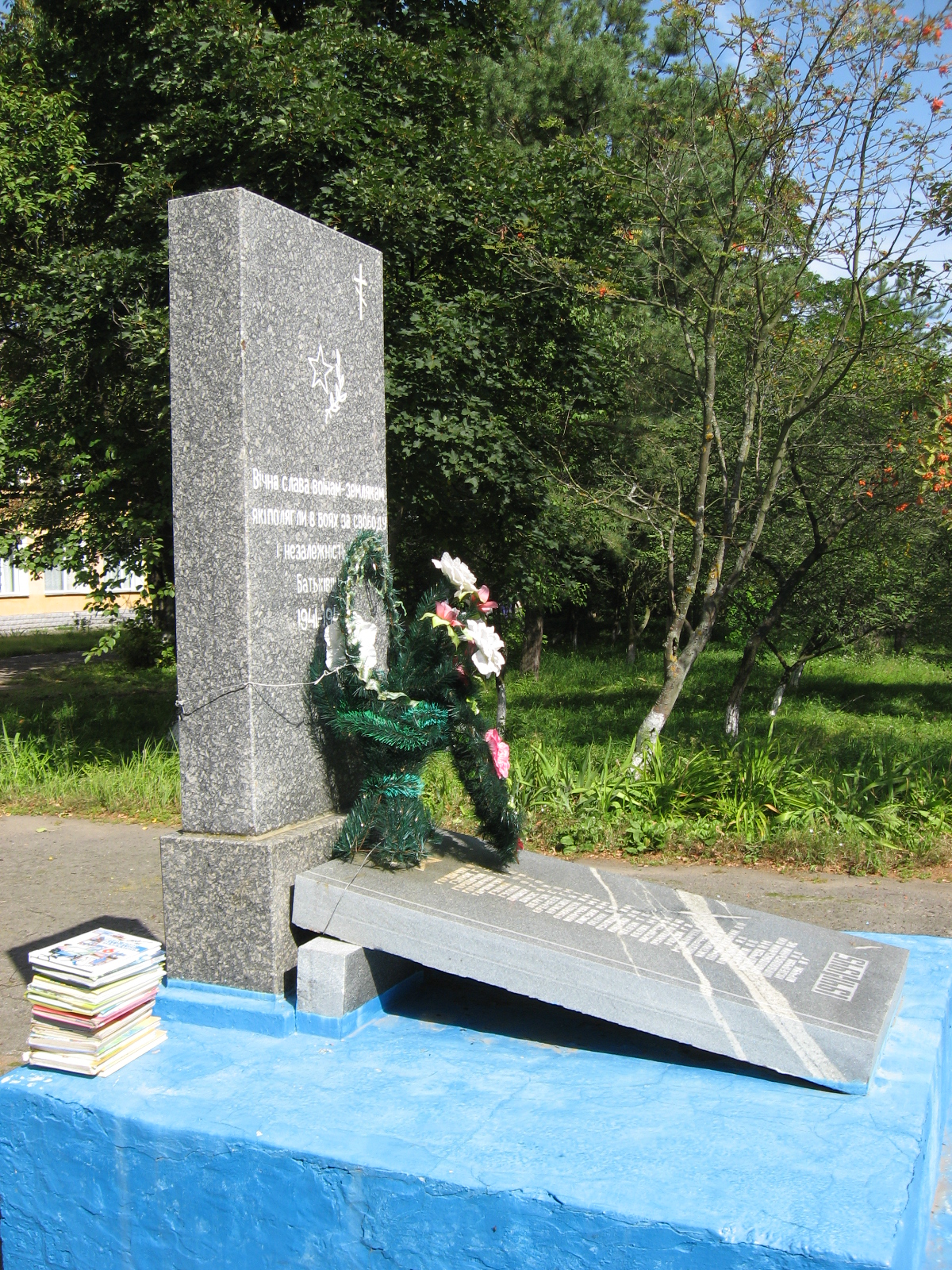
Пам'ятник воїнам- односельчанам, с. Тесів.JPG

Наприкінці села на горбку був колись замок при великому джерелі. Ще до кінця ХІХ століття збереглися грубі фундаменти, вали і рови.
Володимир Антонович, характеризуючи Волинську губернію ("Археологическая карта Волынской губернии") описує ряд населених пунктів, в яких збереглися пам'ятки фортифікації Литовсько-Польської доби, в т.ч. село Тесів: "на городищі збереглися кам'яні фундаменти", с. 92.
Село відоме з 1478 року, коли Васько Джусик з Квасилова зі своїм братом Олексою Джусом поділилися дідизною, в тому числі і Тесовом.
Село Тесів згадується також і в донесенні возного від 16 червня 1568 року з приводу розподілу Михайлом Павловичем, Томилом Вороною та іншими власниками майнових володінь сіл Хрінова і Тесова. 
За поборовим реєстром Луцького повіту в 1570 року Тесів належав Михайлові Павловичу, який з частини своїх маєтків в Тесові, Хрінакові, Боготковицях, Новогороді і Вельгорі платив від 28 дим., 12 город. 
У 1576 році Михайло Павлович одержав для Тесова локаційний привілей.
Згідно з визначенням С.Кулєєвської-Топольської, локаційний привілей - це "королівський документ, що дозволяє заснування міста, а також надання новому місту міських прав". Акт локації ще не свідчив про її проведення (а подекуди навіть і про початок), а лише створював правову підставу та умови для появи міського поселення.
Частина міст, щодо яких вказівок про надання їм  міського права не збереглося, його все ж мали. На таку думку наштовхує фраза в диспозиції Тесову, де пряма згадка про магдебурзьке право відсутня, але воно відбито в дусі висловлювання: "тым подданым, которые тепер сут и которые приходити и оседати будут надаем вольность вшелякую местскую, яко и в инших таковых местех князьских, панских, духовных и светских мают".
У сорока міських поселеннях локаційним привілеєм було дозволено проводити ярмарки і торги, в т.ч. і Тесову. У локаційних привілеях кількість визначених ярмарків була різною - від одного до чотирьох, але превалювали двоярмаркові надання. Для Тесова було визначено 2 ярмарки. Стосовно часу їх проведення, то в більшості випадків він вказувався в привілеях, однак у деяких проставлений не був (у текстах пропуски). Це стосується і Тесова.
Роль великокнязівського (королівського) локаційного привілею для виникнення міського осередку була значною, він був тією правовою  базою, на якій могло відбутися становлення міста. Однак локаційний привілей далеко не завжди (особливо за умови "бідності" на господарські надання) становив останню інстанцію правової локації (як ми це бачимо на прикладі Тесова).
Значення цього привілею - величезне, оскільки він є, по суті, єдиним джерелом свідчення про можливий шлях розвитку Тесова як міського поселення.
В 1576 році князь Богдан Федорович Корецький склав тестамент, за яким село Тесів із замком і частини в 10 інших селах записані у вічність Семену Івановичу Хребтовичу-Богуринському. 
24 червня 1579 року у заповіті Богуша Федоровича Корецького, воєводи землі Волинської, старости Луцького, Брацлавського і Вінницького було вказано, що село Завезов  було куплене ним у дворянки Настасії Богданівни Джчусянки-Горяйнової-Тесівської і її чоловіка Олександра Джчуса за 618 коп і 10 литовських грошей. Таким чином, можна стверджувати, що дворянка Настасія Джчусянка мала в селі Тесів свій маєток. 
Пізніше село належало до Сіянецького ключа Фірлеїв, а від них переходило до Бертрамів і Кушелевських.
В період визвольної війни 1648-1654 рр. багато селян Тесова добровільно пішли в селянсько-козацьке військо.
В 1795 році територія Волині, в т.ч. і село Тесів відійшли під владу Російської імперії. Незадовго до скасування кріпосного права в 1861 році селом володів Гуманський, а далі - Рибаков, Шубінський.
В 1876 році на кошти прихожан в селі була збудована дерев'яна, на кам'яному фундаменті церква на честь Святого Миколая Чудотворця.
В 1884 році люди за власні кошти збудували школу. За свої кошти утримували вчителя, проводили ремонти, в холодну пору опалювали. З того часу школа не припиняла своєї роботи.
В 1905 році в Тесові мали місце селянські заворушення. Вони були придушені, а його організатори Я.Джус та В.Панчук ув'язнені.
У 1906 році село Тесів належало до Сіянецької волості Острозького повіту Волинської губернії. Відстань від повітового міста 23 верст, від волості 3. Дворів 91, мешканців 736.
В січні 1918 року в Тесові була встановлена радянська влада. В 1920 році західноукраїнські землі, в т.ч. і село Тесів, відійшли під владу Польщі.
У вересні 1939 року в селі була встановлена радянська влада. В липні 1941 року в  село прийшли німецькі окупанти. Німецька окупація тривала  до кінця січня 1944 року.
03.09.1943 року в село Тесів прибуло 18 автомашин есесівців. Вони спалили 14 господарств, школу, кооператив і церкву. Це була відплата за 3-х убитих в селі німців.
Жителі села активно боролися на фронтах другої світової війни і в роки національно-визвольної боротьби. На фронтах другої світової війни загинуло 24 жителі села Тесів. 26 жителів села загинули в боротьбі з московськими окупантами. 26 жителів села були засуджені за участь в ОУН-УПА. В 1944-1951 роках частина жителів села була насильно вивезена в Сибір, Казахстан, Комі АРСР тощо. 
В травні 1948 року в райцентрі Гоща органи МГБ виявили та ліквідували молодіжну організацію ОУН, до складу якої входили також уродженці села Тесів учні 9-10 класів Гощанської середньої школи Гордійчук Олексій (керівник організації), Троцюк Микола, Гордійчук Олександр, студенти Жигальський Неофіт та Велігурський Іван. Учасників цієї молодіжної організації було засуджено на різні строки покарання.
Восени 1949 року в селі було утворено колгосп під назвою "30-річчя ВЛКСМ". Цей колгосп проіснував до 1976 року і ввійшов до колгоспу "Іскра" села Завизів, а в 1986 році села Тесів і Хрінів вийшли з колгоспу "Іскра" і  утворили колгосп "Україна", який проіснував до початку 2000-х років. Тепер землі села Тесів орендує фірма "Агротракт" і приватні фермери. 
В селі функціонує Тесівська гімназія, в якій навчаються діти сіл Тесів, Хрінів, Завизів, Бухарів і Михалківці. Працює фельдшерсько-акушерський пункт, відділення "Нової пошти", заклади торгівлі.

## Населення
За переписом населення 2001 року в селі мешкало 419 осіб.

### Мова
Розподіл населення за рідною мовою за даними перепису 2001 року:
| Мова       | Відсоток |
| ---------- | -------- |
| українська | 99,52 %  |
| російська  | 0,48 %   |

## Відомі люди

### Народились
- Руденко Василь Миколайович — народний депутат України І-го скликання, кандидат юридичних наук; заслужений юрист України. Державний службовець 1-го рангу.
- Гордійчук Андрій Савич - кандидат сільськогосподарських наук, доцент, старший науковий співробітник, член-кореспондент Академії екологічник наук України